# François Arnaud (abbé)
Pour les articles homonymes, voir Arnaud et François Arnaud.
François Arnaud, né le 27 juillet 1721 à Aubignan et mort le 2 décembre 1784 à Paris, est un bibliothécaire, journaliste et académicien français.

## Biographie
Fils d’un professeur de violon, qui lui communique l'amour de la musique, il suit sa famille qui s'installe à Carpentras, alors un centre musical, François Arnaud fait ses études au collège des Jésuites, puis au petit séminaire de Viviers, où il étudie le grec et les langue vivantes. Ayant embrassé l’état ecclésiastique, moins par vocation que par souci matériel, il revient à Carpentras, où où l’évêque lui ouvre sa bibliothèque.
Établi dans la capitale, en mai 1753, il devient bibliothécaire du duc de Würtemberg. Le premier ouvrage qu’il publie, une lettre sur la musique au comte de Caylus, qui n’était que le programme d’un grand ouvrage sur la musique des anciens jamais terminé, commence sa réputation. L’auteur y a travaillé le reste de sa vie par morceaux détachés à mesure que les sujets se présentaient.
De janvier 1760 à septembre 1762, il dirige le Journal étranger, faisant connaitre par des extraits raisonnés ou des traductions entières, les œuvres remarquables d'art, de sciences ou de lettres publiées en Europe, rédigé par son ami Jean Baptiste Antoine Suard, avant d’abandonner cette entreprise pour se charger, toujours avec Suard, de la rédaction, autrement plus lucrative, de la très officielle Gazette de France. Lorsqu’ils comprennent que son commanditaire, le duc de Praslin donne tout le produit de la Gazette à sa maitresse et à son cuisinier, ils l’abandonnent très rapidement pour reprendre le Journal étranger. Cette dernière publication, fort négligée durant leur passage à la Gazette ayant fini par succomber, ils reprennent le concept, pour fonder, en 1764, la Gazette littéraire de l'Europe. Dès 1771, il  contribue, dès 1771, au Journal de Paris. Ses contributions personnelles dans ces journaux constituent l'essentiel de sa production littéraire.
Fréquentant, entre autres, les salons de Suzanne Necker, Marie-Thérèse Geoffrin, puis de Julie de Lespinasse, où il fréquente les Philosophes, Van Loo, Grétry, Duni, le comte de Caylus, Hume, Sterne, Garrick, Creutz, le Gleichen, ses relations lui ouvrent les portes de l’Académie des inscriptions et belles-lettres, le 26 mars 1762. La même année, il obtient le poste bibliothécaire de Monsieur. À la même époque, il assume les fonctions d’historiographe des chevaliers de Saint-Lazare de Jérusalem. En 1765, l’avocat Gerbier ayant gagné une cause importante pour le clergé de France contre l’ordre des Bénédictins, demande pour prix de ses travaux et obtient, pour l’abbé Arnaud, l’abbaye de Grandchamp.
Son ami Suard le fait élire à l'Académie française, le 11 avril 1771. Les Mémoires qu’il y adresse portent surtout sur l'Antiquité grecque, dont l’étude des langues et de la littérature anciennes avait occupé sa première jeunesse, Ardent admirateur de Gluck, qui lui avait été adressé lors de son arrivée à Paris, avec son Iphigénie en Aulide, il s’est fait le chef du parti gluckiste, dans la querelle des Gluckistes et des Piccinnistes, qui s’est ensuivie. Arnaud a fait, à l’occasion de cette querelle sur la musique, survenue en 1777, imprimer, dans le Journal de Paris, un assez grand nombre de morceaux, en faveur du célèbre compositeur.

## Publications
- Caractère des langues anciennes, comparées avec la langue françoise : prononcé le 13 mai 1771, Paris (lire en ligne).
- Œuvres complettes de l’abbé Arnaud : membre de l’Académie française, et de celle des Inscriptions et belles-lettres, Paris, Léopold Collin, 1808, 3 vol. in-8º (OCLC 995147592, lire en ligne).